# Escala cromática

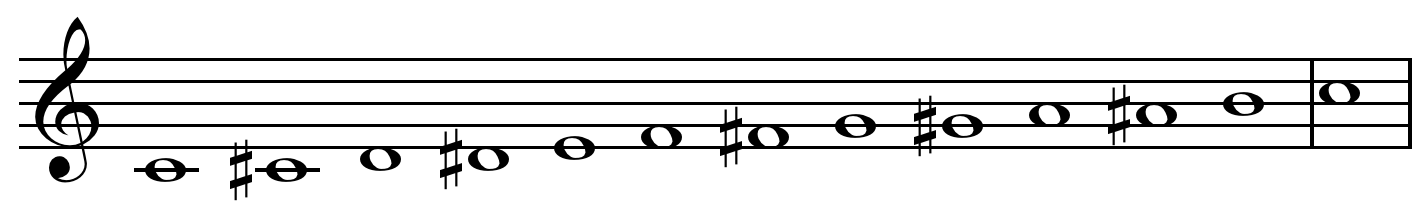
Escala cromática de do.

La escala cromática, también llamada escala dodecáfona, dodecafónica o duodécuple, en música es una escala o modo musical constituido por la sucesión de los doce sonidos, alturas o notas diferentes dentro de una octava, cada uno a distancia de semitono de otro.

## Descripción
Contiene los doce semitonos de la escala temperada occidental. Todas las otras escalas en la música occidental tradicional son subconjuntos de esta escala. Cada nota está separada de sus vecinas superior e inferior por el intervalo de medio tono.
En un piano actual o en otro instrumento afinado en temperamento igual, todos los semitonos son del mismo tamaño (100 cents): las notas de una escala cromática en temperamento igual se encuentran a distancias exactamente iguales unas de otras. Una escala cromática en temperamento igual es una escala no diatónica que carece de tónica debido a la simetría de sus notas equidistantes. La concepción más común de la escala cromática antes del siglo XIII era la escala cromática pitagórica. Debido a una técnica de afinación diferente, los doce semitonos en esta escala presentan dos tamaños ligeramente diferentes. En consecuencia, la escala no es perfectamente simétrica. Muchos otros sistemas de afinación desarrollados en los siglos venideros, comparten una asimetría similar. Las alturas equidistantes únicamente son proporcionadas por los sistemas de afinación del temperamento igual, que son ampliamente utilizados en la música contemporánea.

## Etimología
El término "cromático" (del latín chromatĭcus y este del griego χρωματικός [kromatikós]) deriva de la palabra griega chroma, que significa ‘color’.

## Historia
Los romanos analizaban los géneros usando pocos términos, entre ellos diatónico, enarmónico y cromático, el último de los cuales se consideraba con color mientras los otros dos tipos fueron considerados como modos sin color. El género cromático contenía una tercera menor en la parte superior y dos semitonos en la inferior creando una cuarta justa en los extremos. Sin embargo, el término más cercano usado por los griegos para nuestro uso moderno de «cromático» es pyknon o la densidad («condensación») de los géneros cromáticos o enarmónicos.
En la actualidad los músicos utilizan este término para hacer referencia a la música que incluye las notas que no son parte de la escala principal, y también como palabra descriptiva para esas notas particulares no diatónicas. Las notas cromáticas se entienden tradicionalmente como adornos, sombreados o inflexiones armónicamente no esenciales de notas diatónicas. En la música tonal y otros tipos de música esta escala es poco usada fuera de los usos decorativos ascendentes o descendentes que no tienen ninguna dirección armónica y se consideran clichés.

## Digitación en el teclado
La digitación estándar para teclado para la escala cromática es la siguiente: el 1 se refiere al pulgar, el 2 al índice, el 3 al medio, el 4 al anular y el 5 al meñique:

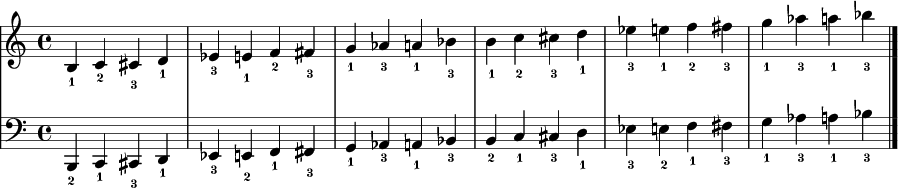
Digitación de la escala cromática.